# Shh (Lied)
Shh ist ein englischsprachiger Popsong, der von einem Team um Dimitris Kontopoulos komponiert und von Theo Evan interpretiert wurde. Mit dem Titel vertrat er Zypern beim Eurovision Song Contest 2025 in Basel.

## Hintergründe
Evan wurde bereits am 2. September 2024 von CyBC ausgewählt, Zypern beim kommenden Eurovision Song Contest zu vertreten.
Die Musik stammt von Dimitris Kontopoulos, Elsie Bay, Lasse Nymann und Linda Dale. Den Text schrieb Elke Tiel. Produziert wurde Shh von Kontopoulos und Nymann. Mit Elena Freeman war Letzterer auch Begleitsänger. Luka Pretolesi war für das Mastering zuständig, während Andrei Konoplew den Titel abmischte.

## Inhaltliches
Der Titel lässt sich dem Dancepop zuordnen. Der Text besteht aus zwei Strophen, die voneinander durch einen Refrain und einen Pre-Chorus getrennt sind. Nach der Bridge folgt ein weiteres Mal der Refrain. Zu Spekulationen, welche Person im Liedtext angedeutet werde, äußerte der Sänger sich nicht und erklärte, dass das Rätsel erst bei seiner Eurovisions-Performance gelöst werde.

## Veröffentlichung
Der Titel wurde am 12. März 2025 veröffentlicht. Gleichzeitig erschien ein Musikvideo. Es entstand unter der Regie von Evan selbst sowie Savvas Christou.

## Beim Eurovision Song Contest
Mit dem Titel nahm Zypern am Eurovision Song Contest teil. Das Land trat hierbei im ersten Halbfinale mit Startnummer 15 am 13. Mai 2025 an. Die Choreografie für seinen Auftritt wurde von Borja Rueda entwickelt. Regie führte Sergio Jaen. Als Begleitsänger fungierte Andy Nicolas, der im selben Jahr in der Show Ethnikos Telikos versuchte, für Griechenland beim Wettbewerb teilzunehmen. Zypern schied jedoch bereits im Halbfinale aus.